# Festival Internacional Narciso Yepes
Festival Internacional Narciso Yepes ist ein Festival klassischer Musik, das seit 1983 jeweils im Herbst jährlich im Fürstentum Andorra stattfindet.
Das Festival gilt als eines der wichtigsten Musikveranstaltungen im Fürstentum. Es findet im National Auditorium von Andorra und in den Kirchen Sant Corneli und Sant Cebrià in der Stadt Ordino unter der Leitung des Orquestra Nacional Clàssica d’Andorra (ONCA) statt. Gegründet wurde das Festival 1983 auf Initiative von Narciso Yepes.
Veranstalter ist die Comú d’Ordino und die Fundació Crèdit Andorrà. Im August 2013 fand die 31. Veranstaltung statt. Stargast war der französischen Klarinettist Michel Lethiec bekannt durch seinen Lehrstuhl am Pariser Konservatorium, er teilte sich die Bühne mit Rosario und Carlos Núñez, Oriol Vilella und Lluís Cartes, die ihre neuesten Alben präsentierten.